# James Mackintosh Bell
James Abbott Mackintosh Bell, genannt Mack Bell, (* 23. September 1877 in St. Andrews; † 31. März 1934 in Almonte) war ein kanadischer Geologe.

## Leben
Bell wuchs in Almonte auf und studierte an der Queen’s University (Kingston) mit dem Master-Abschluss 1899 und an der Harvard University, an der er 1904 promoviert wurde. Zu Feldarbeiten war er dabei in der kanadischen Arktis (besonders das Gebiet zwischen Athabascasee und Großem Bärensee) unter seinem Onkel Robert Bell im Auftrag des Geological Survey of Canada. Außerdem arbeitete er als Bergbauexperte für verschiedene Unternehmen. 1904 wurde er Geologe beim New Zealand Mines Department als Nachfolger von Alexander McKay, erreichte aber bei Amtsantritt 1905, dass er Direktor des seit 1893 vernachlässigten Geological Survey von Neuseeland wurde. Er baute den Geological Survey neu auf, wobei er auf relativ kleiner Skala (1 Mile : 1 Inch) kartierte, die von seinen Nachfolgern übernommen wurde. Sowohl 1901 als auch 1910 bot ihm Robert Falcon Scott die Teilnahme an seiner Südpolexpedition an, doch untersagte ihm das die neuseeländische Regierung (für die zweite Expedition, auf der Scott starb). 1911 verließ er mit einem befreundeten Kollegen (Colin Fraser) den Survey und eröffnete eine Beratungsfirma für Bergbaugeologie in London.
Im Ersten Weltkrieg war er als kanadischer Offizier in Frankreich, wurde dort Opfer eines Gasangriffs und schließlich der britischen Militärmission in Russland zugeordnet (er sprach mehrere Sprachen fließend, darunter Russisch). Für seine Dienste im Ersten Weltkrieg wurde er OBE. Nach dem Krieg setzte er seine Karriere als erfolgreicher Bergbauexperte fort, wobei er sehr viel in entlegene Gebiete kam. Er war Direktor mehrerer kanadischer Bergbauunternehmen. Von ihm stammen vier Bücher und rund 135 Artikel.
1909 heiratete er in Wellington in Neuseeland Vera Margaret Beauchamp, die Tochter eines der bekanntesten Geschäftsmänner Neuseelands war und Schwester von Katherine Mansfield.
1924 wurde er Ehrendoktor der Queen’s University in Kingston (L.L.D.).

## Schriften
- The wilds of Maoriland, London: Macmillan 1914
- Far places, Toronto, Macmillan 1931